# 心理恐怖
心理恐怖、心理恐懼（英語：Psychological horror）是恐怖小說、恐怖電影及恐怖遊戲的一個子分類。此類型的作品通常憑藉描述角色的恐懼及其情緒的不穩定來帶給讀者、觀眾及玩家懸疑、緊張的感覺。

## 特色
心理恐懼主要是利用暴露人們心理及情緒上的共同弱點，或揭發人們時常壓抑或無法接受的人性黑暗面來營造恐怖的感覺。這個概念在卡尔·荣格的分析心理學中被稱為原型心理陰影特性：懷疑、不信任、自我懷疑及對他人、自己或環境的疑懼。因此，心理恐懼的元素主要目的在於營造精神上或心理上的衝突。當角色遇到反常情況時，這些元素就顯得格外重要。通常這些反常情況包含超自然、反道德及陰謀論。不像其他恐怖風格注重幻想情節 (如遭怪物攻擊)，心理恐懼傾向使怪物隱藏起來，並運用較偏向寫實主義的情節。
大逆轉在心理恐懼媒材中時常被使用。角色們時常面臨和下意識慾望 (如浪漫的慾望或為小事復仇的想法) 的內心掙扎。相反地，血腥恐怖作品則注重觀眾或讀者較無法產生共鳴的獵奇、怪異的反派。

## 相關書籍
湯瑪斯·哈里斯所著的小說《沉默的羔羊》、罗伯特·布洛奇所著的《驚魂記》和《美式哥德風》以及史蒂芬·金所著的《魔女嘉莉》、《鬼店》以及《戰慄遊戲》皆屬於心理恐怖小說。